# (53252) Sardegna
(53252) Sardegna est un astéroïde de la ceinture principale.

## Description
(53252) Sardegna est un astéroïde de la ceinture principale. Il fut découvert le 13 mars 1999 à Gnosca par Stefano Sposetti. Il présente une orbite caractérisée par un demi-grand axe de 2,77 UA, une excentricité de 0,20 et une inclinaison de 9,9° par rapport à l'écliptique.

## Compléments